# Yllenus auriceps
Yllenus auriceps là một loài nhện trong họ Salticidae.
Loài này thuộc chi Yllenus. Yllenus auriceps được J. Denis miêu tả năm 1966.